# Stati membri dell'Unione europea

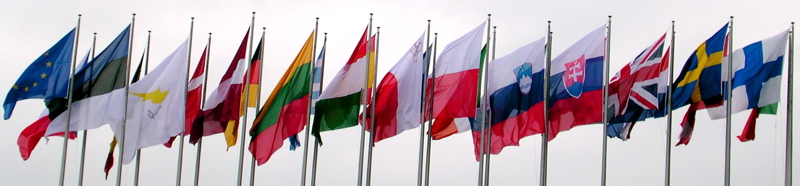
Bandiere degli Stati dell'UE prima dell'uscita del Regno Unito dall'Unione europea

Gli Stati membri dell'Unione europea sono le entità politiche statali la cui unione forma l'entità sovranazionale intergovernativa dell'Unione europea. Dal 31 gennaio 2020, a seguito dell'uscita del Regno Unito, gli Stati che compongono l'Unione sono 27.
Le singole autorità statali e le istituzioni dell'Unione europea condividono in parte la sovranità, in una pratica definita spesso "messa in comune della sovranità"; i cittadini dell'Unione sono di diritto al tempo stesso cittadini del loro Stato e dell'Unione europea.

## Storia

In blu gli Stati membri dell'Unione Europea, in giallo i candidati all'adesione

I primi Stati a condividere un progetto di Unione furono i Sei fondatori (Belgio, Francia, Italia, Lussemburgo, Paesi Bassi e Germania Ovest) che con la firma del Trattati di Parigi (1951), del Trattato di Roma (1957) e del Trattato di fusione (1967) diedero vita alle Comunità europee.
Il Regno Unito, la Danimarca e l'Irlanda presentarono la domanda di adesione rispettivamente il 10 e l'11 maggio 1967, tenendo i negoziati di adesione in seno a tre Conferenze ministeriali intergovernative riunite in varie sessioni dal 30 giugno 1970 al 30 giugno 1971. Firmarono il trattato di adesione a Bruxelles il 22 gennaio 1972, aderendo così alla CEE dal 1º gennaio 1973.
Le isole Fær Øer pur essendo una nazione costitutiva del Regno di Danimarca non fanno parte dell'Unione europea, mentre l'altra nazione del Reame danese, la Groenlandia è stata parte delle Comunità europee fino al 23 febbraio 1982 quando con un referendum optò per il ritiro dalla stessa.
Anche la Norvegia presentò la domanda di adesione il 21 luglio 1967, ma il suo percorso verso l'integrazione nell'Unione fu interrotto dal referendum popolare del 25 settembre 1972.
La Grecia presentò la domanda di adesione il 21 giugno 1975, tenendo i negoziati di adesione in seno alla Conferenza ministeriale intergovernativa riunita in varie sessioni dal 27 luglio 1976 al 23 maggio 1979. Firmò il trattato di adesione ad Atene il 28 maggio 1979, aderendo alla CEE dal 1º gennaio 1981.
     Stati membri
     Paesi candidati
     Adesione bocciata da referendum
     Richiesta congelata
     Domanda di adesione presentata
     Adesione rifiutata dal Consiglio dell'UE

Stati membri
Paesi candidati
Adesione bocciata da referendum
Richiesta congelata
Domanda di adesione presentata
Adesione rifiutata dal Consiglio dell'UE

Il Portogallo e la Spagna presentarono la domanda di adesione rispettivamente il 22 marzo e il 28 giugno 1977, tenendo i negoziati di adesione in seno alle Conferenze ministeriali intergovernative riunite in varie sessioni dal 6 giugno 1978 al 29 marzo 1985 il primo e dal 5 febbraio 1979 al 29 marzo 1985 la seconda. Firmarono il trattato di adesione rispettivamente a Lisbona e a Madrid il 12 giugno 1985, potendo così aderire alla CEE dal 1º gennaio 1986.
Il Marocco presentò la domanda di adesione alle Comunità europee il 20 luglio 1987, respinta dal Consiglio europeo che non lo considera uno Stato europeo.
L'Austria, la Svezia, la Finlandia e la Norvegia presentarono la domanda di adesione rispettivamente il 17 luglio 1989, il 1º luglio 1991, il 18 marzo 1992 e il 25 novembre 1992, tenendo i negoziati di adesione in seno alle Conferenze ministeriali intergovernative riunite in varie sessioni dal 1º febbraio 1993 al 30 marzo 1994, tranne la Norvegia che li svolse dal 5 aprile 1993 al 30 aprile 1994. Firmarono il trattato di adesione a Corfù il 24 giugno 1994, entrando a far parte dell'UE dal 1º gennaio 1995, tranne la Norvegia, che respinse l'adesione a seguito del referendum popolare del 27 e 28 novembre 1994.
La Svizzera presentò la domanda di adesione alla Comunità europea il 25 maggio 1992 congelandola per la contrarietà espressa dai cittadini elvetici in seguito a referendum.
Cipro, Ungheria, Polonia, Estonia, Repubblica Ceca e Slovenia presentarono la propria domanda di adesione rispettivamente il 3 luglio 1990, il 31 marzo, il 5 aprile 1994, il 24 novembre 1995, il 17 gennaio e il 10 giugno 1996, tenendo i negoziati di adesione in seno alle Conferenze ministeriali intergovernative riunite in varie sessioni dal 31 marzo 1998 al 13 dicembre 2002; allo stesso modo, Malta, Slovacchia, Lettonia e Lituania presentarono la propria domanda di adesione rispettivamente il 16 luglio 1990, il 22 giugno, il 24 novembre e l'8 dicembre 1995, tenendo i negoziati di adesione in seno alle Conferenze ministeriali intergovernative riunite in varie sessioni dal 15 febbraio 2000 al 13 dicembre 2002. Questi dieci stati insieme firmarono il trattato di adesione ad Atene il 16 aprile 2003, potendo così entrare a far parte dell'UE dal 1º maggio 2004.
La Romania e la Bulgaria presentarono la domanda di adesione rispettivamente il 27 giugno e il 14 dicembre 1995, tenendo i negoziati di adesione in seno alle Conferenze intergovernative riunite in varie sessioni dal 15 febbraio 2000 al 14 settembre 2004. Poterono così firmare il trattato di adesione a Lussemburgo il 25 aprile 2005 e aderire all'UE dal 1º gennaio 2007.
La Croazia presentò la domanda di adesione il 21 febbraio 2003, tenendo i negoziati di adesione in seno alle Conferenze intergovernative riunite in varie sessioni dal 3 ottobre 2005 al 30 giugno 2011. Firmò il trattato d'adesione a Bruxelles il 9 dicembre 2011, aderendo dal 1º luglio 2013, come ventottesimo Stato dell'Unione europea.
L'Islanda presentò la domanda di adesione il 23 luglio 2009, tenendo i negoziati d'adesione in seno alle Conferenze intergovernative riunite in varie sessioni dal 27 luglio 2010, ma interrotti con il ritiro della candidatura da parte del governo islandese il 13 marzo 2015.
Il 23 giugno 2016 i cittadini del Regno Unito a seguito di un referendum hanno espresso la loro volontà di uscire dall'Unione europea. Il 29 marzo 2017, con la consegna della lettera di notifica al presidente del Consiglio europeo, è incominciato formalmente il processo di recesso dall'Unione che, dopo un lungo negoziato, si è compiuto ufficialmente il 31 gennaio 2020.

## L'adesione all'Unione
Comunità europee
     Unione europea

L'allargamento dell'Unione Europea
Comunità europee
Unione europea

Il processo di adesione all'Unione europea è stabilito dal Trattato di Maastricht agli artt. 6 e 49 ed è aperto a ogni Stato, geograficamente facente parte dell'Europa che riesca e voglia rispettare alcuni requisiti, conosciuti come Criteri di Copenaghen:
- criterio "politico": presenza di istituzioni stabili che garantiscano la democrazia, lo stato di diritto, i diritti dell'uomo, il rispetto delle minoranze e la loro tutela;
- criterio "economico": esistenza di un'economia di mercato funzionante e capacità di far fronte alle forze del mercato e alla pressione concorrenziale all'interno dell'Unione europea;
- adesione all'"acquis comunitario": accettare gli obblighi derivanti dall'adesione e, in particolare, gli obiettivi dell'unione politica, economica e monetaria.

La Commissione europea ha il compito di presentare rapporti regolari al Consiglio europeo circa gli avanzamenti nel processo dei paesi che ne fanno richiesta, sulla base dei quali il Consiglio stesso prende la decisione sulla chiusura dei negoziati di adesione.

### Futuro
Nel corso dei decenni molti Stati europei hanno espresso la volontà di aderire all'Unione e al 2025 si possono contare sette Stati con negoziati di adesione avviati (Turchia, Montenegro, Serbia, Macedonia del Nord, Albania, Moldavia, Ucraina), due Stati candidati all'adesione (Bosnia ed Erzegovina, Georgia) e uno Stato potenzialmente candidato all'adesione (Kosovo).

### Ex-membri
L'unico Stato membro che ha deciso di lasciare l'Unione è a oggi il Regno Unito che aderì, insieme al territorio di Gibilterra, alla CEE il 1º gennaio 1973 e che, a seguito del referendum del 26 giugno 2016, ha lasciato ufficialmente l'Unione dopo un periodo transitorio il 31 gennaio 2020.

## Caratteristiche

### I poteri
I due trattati costitutivi dell'Unione europea, il Trattato sull'Unione europea (TUE) e il Trattato sul funzionamento dell'Unione europea (TFUE), stabiliscono un bilanciamento di competenze tra i due livelli di governo. Nel momento della ratifica dei trattati, lo Stato membro rinuncia completamente alla possibilità di legiferare su alcuni ambiti, quindi a una parte di sovranità, e accetta di condividere la competenza con il governo dell'Unione su altri ambiti.
Nel bilanciamento dei poteri ha una certa rilevanza il principio della supremazia, secondo il quale il diritto dell'UE prevale su quello statale, tanto che i giudici nazionali sono tenuti a dare applicazione al diritto dell'UE anche qualora esso sia incompatibile con la legislazione statale, ancorché successiva, e persino in caso di conflitto con la costituzione nazionale.
Le istituzioni esecutive e legislative degli Stati membri partecipano in diversi modi e con diverse funzioni al processo decisionale dell'Unione europea. In particolare, i capi di Stato o di governo degli Stati membri compongono il Consiglio europeo e i membri dei governi competenti per materia siedono nel Consiglio dell'Unione europea. I parlamenti nazionali possono intervenire nel processo legislativo dell'Unione e sono chiamati ad adottare le norme attuative nazionali delle direttive europee.
| Competenza esclusiva |

| Competenza condivisa |

| Competenza di supporto |

| L'Unione ha la competenza esclusiva di emanare direttive e concludere accordi internazionali quando previsto da un atto legislativo dell'Unione in materia di... |
| - unione doganale - l'istituzione di normative sulla concorrenza necessarie per il funzionamento del mercato interno - politica monetaria per gli Stati membri la cui moneta è euro - la conservazione delle risorse biologiche marine nell'ambito della Politica comune della pesca - politica commerciale comune - conclusione di alcuni accordi internazionali |

| Gli Stati membri non possono esercitare competenza nei settori in cui l'Unione ha fatto ciò, vale a dire... |
| - il mercato interno - politica sociale, per gli aspetti definiti nel presente trattato - coesione economica, sociale e territoriale - agricoltura e pesca, esclusa la conservazione delle risorse biologiche marine - ambiente - protezione del consumatore - trasporti - reti di trasporto trans-europee - energia - lo spazio di libertà, sicurezza e giustizia - preoccupazioni comuni in materia di sicurezza in materia di sanità pubblica, per gli aspetti definiti nel presente trattato |

| L'esercizio delle competenze dell'Unione non deve impedire agli Stati membri di esercitare la propria in campo di... |
| - ricerca, sviluppo tecnologico e spazio - cooperazione allo sviluppo, aiuti umanitari                               |

| L'Unione coordina le politiche degli Stati membri o attua integrative alle loro politiche comuni non contemplate altrove nel... |
| - coordinamento delle politiche economiche, occupazionali e sociali - estero, sicurezza comune e politiche di difesa            |

| L'Unione può svolgere azioni per sostenere, coordinare o integrare le azioni degli Stati membri in campo di... |
| - protezione e il miglioramento della salute umana - industria - cultura - turismo - istruzione, gioventù, sport e formazione professionale - protezione civile (prevenzione delle catastrofi) - cooperazione amministrativa |

## Tabella degli Stati
Nella tabella di seguito è riportato un prospetto in ordine cronologico dei 27 Stati con indicati:
- Bandiera nazionale;
- Stemma nazionale
- Denominazione comunemente usata ("Stato", nell'intestazione della tabella);
- Nome ufficiale in lingua italiana e nella lingua nazionale o quella più usata;
- Data di ingresso nell'Unione Europea;
- Superficie espressa in km²;
- Popolazione ufficiale;
- Capitale dello Stato;
- Città più popolosa;
- Codice ISO 3166;
- Lingue ufficiali dell'Unione europea.

### Stati Membri
| Bandiera               | Stemma | Stato           | Nome Ufficiale                                             | Ingresso nell'UE                                  | Superficie (km2) | Popolazione | Capitale    | Città più popolosa | Codice Nazione | Lingue ufficiali                  |
| ---------------------- | ------ | --------------- | ---------------------------------------------------------- | ------------------------------------------------- | ---------------- | ----------- | ----------- | ------------------ | -------------- | --------------------------------- |
| Belgio (bandiera)      |        | Belgio          | Regno del Belgio Koninkrijk België                         | 23 luglio 1952 (CECA) 1º gennaio 1958 (CEE, CEEA) | 30 536           | 11 358 357  | Bruxelles   | Anversa            | BE             | Olandese Francese Tedesco         |
| Francia (bandiera)     |        | Francia         | Repubblica francese République française                   | 23 luglio 1952 (CECA) 1º gennaio 1958 (CEE, CEEA) | 543 965          | 67 795 000  | Parigi      | Parigi             | FR             | Francese                          |
| Germania (bandiera)    |        | Germania        | Repubblica Federale di Germania Bundesrepublik Deutschland | 23 luglio 1952 (CECA) 1º gennaio 1958 (CEE, CEEA) | 357 030          | 83 019 200  | Berlino     | Berlino            | DE             | Tedesco                           |
| Italia (bandiera)      |        | Italia          | Repubblica italiana                                        | 23 luglio 1952 (CECA) 1º gennaio 1958 (CEE, CEEA) | 302 073          | 60 359 546  | Roma        | Roma               | IT             | Italiano                          |
| Lussemburgo (bandiera) |        | Lussemburgo     | Granducato di Lussemburgo Groussherzogtum Lëtzebuerg       | 23 luglio 1952 (CECA) 1º gennaio 1958 (CEE, CEEA) | 2 586            | 602 005     | Lussemburgo | Lussemburgo        | LU             | Francese Lussemburghese Tedesco   |
| Paesi Bassi (bandiera) |        | Paesi Bassi     | Paesi Bassi Nederland                                      | 23 luglio 1952 (CECA) 1º gennaio 1958 (CEE, CEEA) | 41 543           | 17 200 671  | Amsterdam   | Amsterdam          | NL             | Olandese Frisone                  |
| Danimarca (bandiera)   |        | Danimarca       | Regno di Danimarca Kongeriget Danmark                      | 1º gennaio 1973                                   | 43 098           | 5 781 190   | Copenaghen  | Copenaghen         | DK             | Danese                            |
| Irlanda (bandiera)     |        | Irlanda         | Repubblica d'Irlanda Poblacht na hÉireann                  | 1º gennaio 1973                                   | 70 273           | 4 761 865   | Dublino     | Dublino            | IE             | Gaelico Inglese                   |
| Grecia (bandiera)      |        | Grecia          | Repubblica Ellenica Ελληνική Δημοκρατία                    | 1º gennaio 1981                                   | 131 940          | 10 768 477  | Atene       | Atene              | GR             | Greco                             |
| Portogallo (bandiera)  |        | Portogallo      | Repubblica Portoghese República Portuguesa                 | 1º gennaio 1986                                   | 92 391           | 10 291 027  | Lisbona     | Lisbona            | PT             | Portoghese                        |
| Spagna (bandiera)      |        | Spagna          | Regno di Spagna Reino de España                            | 1º gennaio 1986                                   | 504 645          | 47 431 256  | Madrid      | Madrid             | ES             | Spagnolo Galiziano Basco Catalano |
| Austria (bandiera)     |        | Austria         | Repubblica d'Austria Republik Österreich                   | 1º gennaio 1995                                   | 83 879           | 8 902 600   | Vienna      | Vienna             | AT             | Tedesco                           |
| Finlandia (bandiera)   |        | Finlandia       | Repubblica di Finlandia Suomen tasavalta                   | 1º gennaio 1995                                   | 338 424          | 5 531 138   | Helsinki    | Helsinki           | FI             | Finlandese Svedese                |
| Svezia (bandiera)      |        | Svezia          | Regno di Svezia Konungariket Sverige                       | 1º gennaio 1995                                   | 450 295          | 10 302 984  | Stoccolma   | Stoccolma          | SE             | Svedese                           |
| Cipro (bandiera)       |        | Cipro           | Repubblica di Cipro Κύπρος / Kıbrıs                        | 1º maggio 2004                                    | 9 250            | 1 141 166   | Nicosia     | Nicosia            | CY             | Greco Turco                       |
| Estonia (bandiera)     |        | Estonia         | Repubblica d'Estonia Eesti Vabariik                        | 1º maggio 2004                                    | 45 228           | 1 324 820   | Tallinn     | Tallinn            | EE             | Estone                            |
| Lettonia (bandiera)    |        | Lettonia        | Repubblica di Lettonia Latvijas Republika                  | 1º maggio 2004                                    | 64 589           | 1 986 705   | Riga        | Riga               | LV             | Lettone                           |
| Lituania (bandiera)    |        | Lituania        | Repubblica di Lituania Lietuvos Respublika                 | 1º maggio 2004                                    | 65 200           | 2 793 397   | Vilnius     | Vilnius            | LT             | Lituano                           |
| Malta (bandiera)       |        | Malta           | Repubblica di Malta Repubblika ta' Malta                   | 1º maggio 2004                                    | 316              | 493 559     | La Valletta | Baia di San Paolo  | MT             | Maltese Inglese                   |
| Polonia (bandiera)     |        | Polonia         | Repubblica di Polonia Rzeczpospolita Polska                | 1º maggio 2004                                    | 312 679          | 38 470 612  | Varsavia    | Varsavia           | PL             | Polacco                           |
| Rep. Ceca (bandiera)   |        | Repubblica Ceca | Repubblica Ceca Česká republika                            | 1º maggio 2004                                    | 78 866           | 10 553 843  | Praga       | Praga              | CZ             | Ceco                              |
| Slovacchia (bandiera)  |        | Slovacchia      | Repubblica Slovacca Slovenská republika                    | 1º maggio 2004                                    | 49 037           | 5 421 343   | Bratislava  | Bratislava         | SK             | Slovacco                          |
| Slovenia (bandiera)    |        | Slovenia        | Repubblica di Slovenia Republika Slovenija                 | 1º maggio 2004                                    | 20 273           | 2 089 310   | Lubiana     | Lubiana            | SI             | Sloveno Italiano Ungherese        |
| Ungheria (bandiera)    |        | Ungheria        | Ungheria Magyarország                                      | 1º maggio 2004                                    | 93 030           | 9 655 361   | Budapest    | Budapest           | HU             | Ungherese                         |
| Bulgaria (bandiera)    |        | Bulgaria        | Repubblica di Bulgaria България (Bălgarija)                | 1º gennaio 2007                                   | 110 994          | 6 981 981   | Sofia       | Sofia              | BG             | Bulgaro                           |
| Romania (bandiera)     |        | Romania         | Romania România                                            | 1º gennaio 2007                                   | 238 391          | 19 638 000  | Bucarest    | Bucarest           | RO             | Romeno                            |
| Croazia (bandiera)     |        | Croazia         | Repubblica di Croazia Republika Hrvatska                   | 1º luglio 2013                                    | 56 594           | 4 076 246   | Zagabria    | Zagabria           | HR             | Croato                            |

### Territori speciali dell'Unione Europea
Molti Stati membri hanno territori particolari che per motivi storici, geografici o politici hanno relazioni diverse con i rispettivi governi nazionali (e di conseguenza anche con l'Unione europea) rispetto al resto del territorio dello Stato membro. Molti di questi territori speciali non partecipano a tutte o ad alcune delle politiche europee. Alcuni non hanno alcun rapporto ufficiale con l'Unione europea, mentre altri partecipano a programmi europei in linea con le disposizioni delle direttive dell'Unione europea, i regolamenti o i protocolli allegati ai trattati dell'Unione europea.
| Stato       | Territori speciali dell'UE                                                | Territori speciali dell'UE |
| Stato       | Aderenti all'Unione                                                       | Non aderenti all'Unione |
| ----------- | ------------------------------------------------------------------------- | --- |
| Francia     | Guyana francese, Guadalupa, Martinica, Mayotte, La Riunione, Saint-Martin | Nuova Caledonia, Clipperton, Polinesia francese, Saint-Barthélemy, Saint-Pierre e Miquelon, Terre Australi e Antartiche Francesi, Wallis e Futuna |
| Paesi Bassi |                                                                           | Aruba, Curaçao, Sint Maarten, Isole BES ( Bonaire, Saba, Sint Eustatius)                                                                          |
| Danimarca   |                                                                           | Fær Øer, Groenlandia |
| Portogallo  | Azzorre, Madeira                                                          | |
| Spagna      | Isole Canarie, Ceuta, Melilla                                             | |
| Finlandia   | Isole Åland                                                               | |
| Cipro       |                                                                           | Cipro del Nord, Zona cuscinetto ONU |

## Dati economici degli stati membri
I dati della tabella si riferiscono alle stime del Fondo Monetario Internazionale per l'anno 2012.
| Stato       | Valuta            | PIL PPP (mld $) | PIL PPP pro capite ($) |
| ----------- | ----------------- | --------------- | ---------------------- |
| Austria     | Euro              | 358,916         | 42 477                 |
| Belgio      | Euro              | 420,632         | 38 089                 |
| Bulgaria    | Lev bulgaro       | 103,705         | 14 234                 |
| Cipro       | Euro              | 23,566          | 26 908                 |
| Croazia     | Euro              | 79,671          | 18 098                 |
| Danimarca   | Corona danese     | 210,430         | 37 738                 |
| Estonia     | Euro              | 28,436          | 21 226                 |
| Finlandia   | Euro              | 197,875         | 36 458                 |
| Francia     | Euro              | 2 252,536       | 35 519                 |
| Germania    | Euro              | 3 194,199       | 39 058                 |
| Grecia      | Euro              | 280,796         | 25 061                 |
| Irlanda     | Euro              | 190,805         | 41 739                 |
| Italia      | Euro              | 1 833,945       | 30 116                 |
| Lettonia    | Euro              | 37,038          | 18 140                 |
| Lituania    | Euro              | 64,318          | 20 088                 |
| Lussemburgo | Euro              | 42,192          | 80 679                 |
| Malta       | Euro              | 11,137          | 26 126                 |
| Paesi Bassi | Euro              | 709,522         | 42 321                 |
| Polonia     | Złoty             | 801,974         | 20 976                 |
| Portogallo  | Euro              | 244,960         | 22 991                 |
| Rep. Ceca   | Corona ceca       | 286,676         | 27 164                 |
| Romania     | Leu rumeno        | 274,060         | 12 838                 |
| Slovacchia  | Euro              | 132,384         | 24 283                 |
| Slovenia    | Euro              | 57,932          | 28 647                 |
| Spagna      | Euro              | 1 406,684       | 30 412                 |
| Svezia      | Corona svedese    | 395,786         | 41 749                 |
| Ungheria    | Fiorino ungherese | 196,790         | 19 754                 |

## Rappresentanza politica nelle istituzioni dell'Unione
| Stati membri          | Voti Consiglio         | Voti Consiglio | MPE |
| Stati membri          | Lisbona                | Lisbona        | MPE |
| Stati membri          | Popolazione in milioni | %              | MPE |
| --------------------- | ---------------------- | -------------- | --- |
| Germania              | 82,9                   | 18,54%         | 96  |
| Francia               | 67,0                   | 14,98%         | 79  |
| Italia                | 61,1                   | 13,65%         | 76  |
| Spagna                | 46,9                   | 10,49%         | 59  |
| Polonia               | 38,0                   | 8,49%          | 52  |
| Romania               | 19,4                   | 4,34%          | 33  |
| Paesi Bassi           | 17,4                   | 3,89%          | 29  |
| Belgio                | 11,5                   | 2,56%          | 21  |
| Grecia                | 10,7                   | 2,4%           | 21  |
| Rep. Ceca             | 10,5                   | 2,35%          | 21  |
| Portogallo            | 10,3                   | 2,3%           | 21  |
| Svezia                | 10,2                   | 2,29%          | 21  |
| Ungheria              | 9,8                    | 2,18%          | 21  |
| Austria               | 8,8                    | 1,98%          | 19  |
| Bulgaria              | 7,0                    | 1,56%          | 17  |
| Danimarca             | 5,8                    | 1,3%           | 14  |
| Finlandia             | 5,5                    | 1,23%          | 14  |
| Slovacchia            | 5,5                    | 1,22%          | 14  |
| Irlanda               | 4,9                    | 1,1%           | 13  |
| Croazia               | 4,1                    | 0,91%          | 12  |
| Lituania              | 2,8                    | 0,62%          | 11  |
| Slovenia              | 2,1                    | 0,47%          | 8   |
| Lettonia              | 1,9                    | 0,43%          | 8   |
| Estonia               | 1,3                    | 0,3%           | 7   |
| Cipro                 | 0,9                    | 0,2%           | 6   |
| Lussemburgo           | 0,6                    | 0,14%          | 6   |
| Malta                 | 0,5                    | 0,11%          | 6   |
| Totale                | 447,4                  | 100%           | 705 |
| Maggioranza richiesta | 290,9                  | 65%            | 353 |

Note
1. ↑  Usato nel calcolo della maggioranza qualificata nei casi in cui questa modalità di voto si applica al Consiglio europeo. La divisione della popolazione totale si basa sulla  decisione del Consiglio dell'Unione europea sulla popolazione degli stati membri del 2020.